# Сальваньоли, Винченцо
Винченцо Сальваньоли (итал. Vincenzo Salvagnoli; 28 марта 1802, Эмполи — 21 марта 1861, Пиза) — итальянский политический и государственный деятель, патриот, адвокат, член Палаты депутатов Сардинского королевства, сенатор королевства Италия.

## Биография
Окончил в 1826 году юридический факультет Пизанского университета, стал юристом. В следующем году поступил во флорентийскую Академию Джеоргофили (ит.), значительно улучшив своё и без того отточенное ораторское искусство.
В 1833 году был заключён на месяц в тюрьму в Ливорно, поскольку его считали «опасным либералом». Сразу после освобождения, вернулся во Флоренцию, где снова занялся юридической практикой, которой непрерывно занимался до 1847 года.
За свои либеральные убеждения подвергался преследованиям и лишению свободы. Был сторонником идеи федеративного устройства страны как лучшего политического режима для Италии; эту мысль он проводил в своём сочинении о политическом состоянии Тосканы (1847).

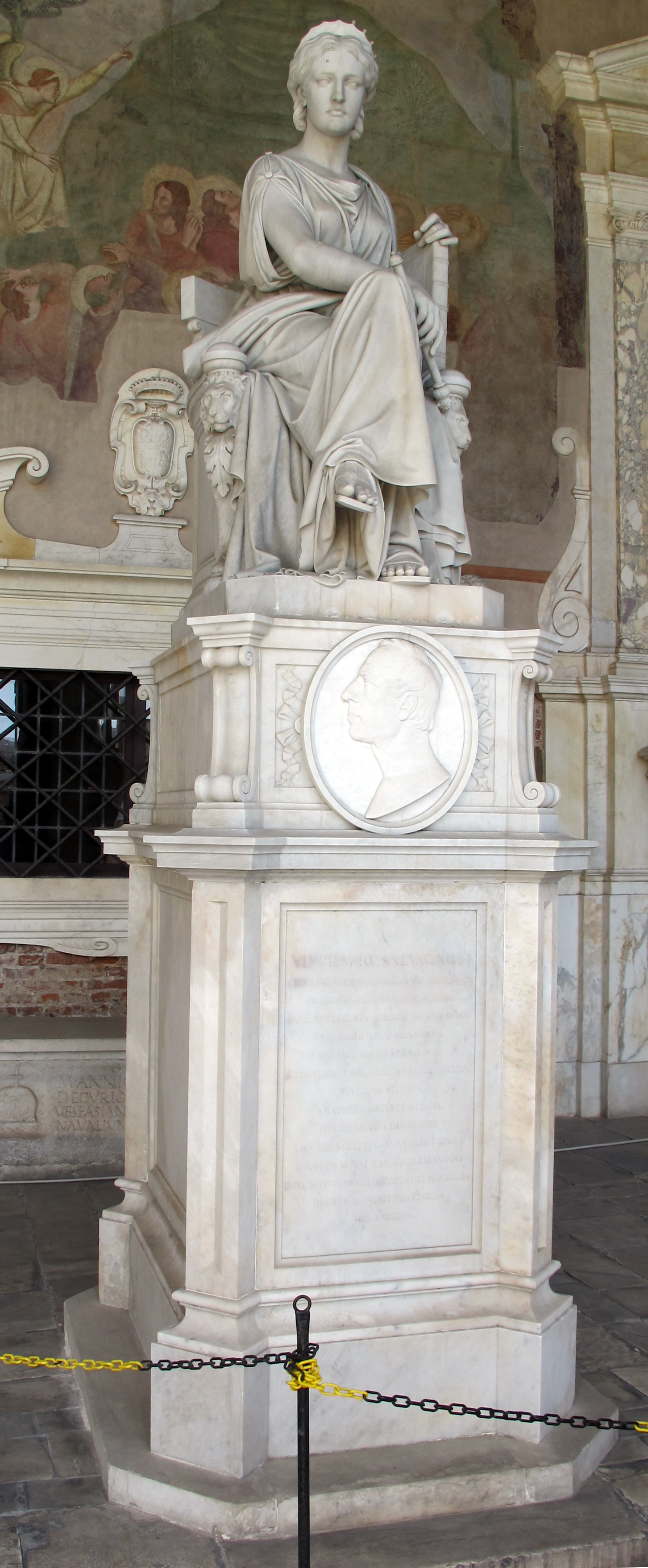
Памятник на могиле Винченцо Сальваньоли в Пизе

В 1848 году был избран членом тосканского парламента, стал там одним из выдающихся ораторов левого центра, то есть конституционной партии, и приверженцем гегемонии Пьемонта.
В 1850-х годах отошёл от активной политической деятельности и написал сочинения «Saggio civile sopra Pietro Verri» и «Dell’indipendenza d’Italia» (1859); за последнее сочинение, в котором он проводил мысль о необходимости союза с Францией для изгнания австрийцев, подвергся преследованию, прекращённому революцией. После изгнания великого герцога тосканского был послан с особой миссией в Александрию к Наполеону, с которым был связан давними узами дружбы, а по возвращении был назначен министром исповеданий и сенатором Королевства Италии.
Умер в Пизе 21 марта 1861 года, через два дня после провозглашения Итальянского королевства. Похоронен на кладбище Кампо-Санто.

## Избранные сочинения
- Elogio di Girolamo Poggi, 1838.
- Il presente e l’avvenire d’Italia, 1847.
- Poche osservazioni al discorso sullo stato politico della Toscana, 1847.
- Della indipendenza d’Italia, 1859
- Dei romanzi in Francia e del romanzo in particolare di M. Stendhal ‘Le Rouge et le Noir', 1832.